# Василь Мільчак

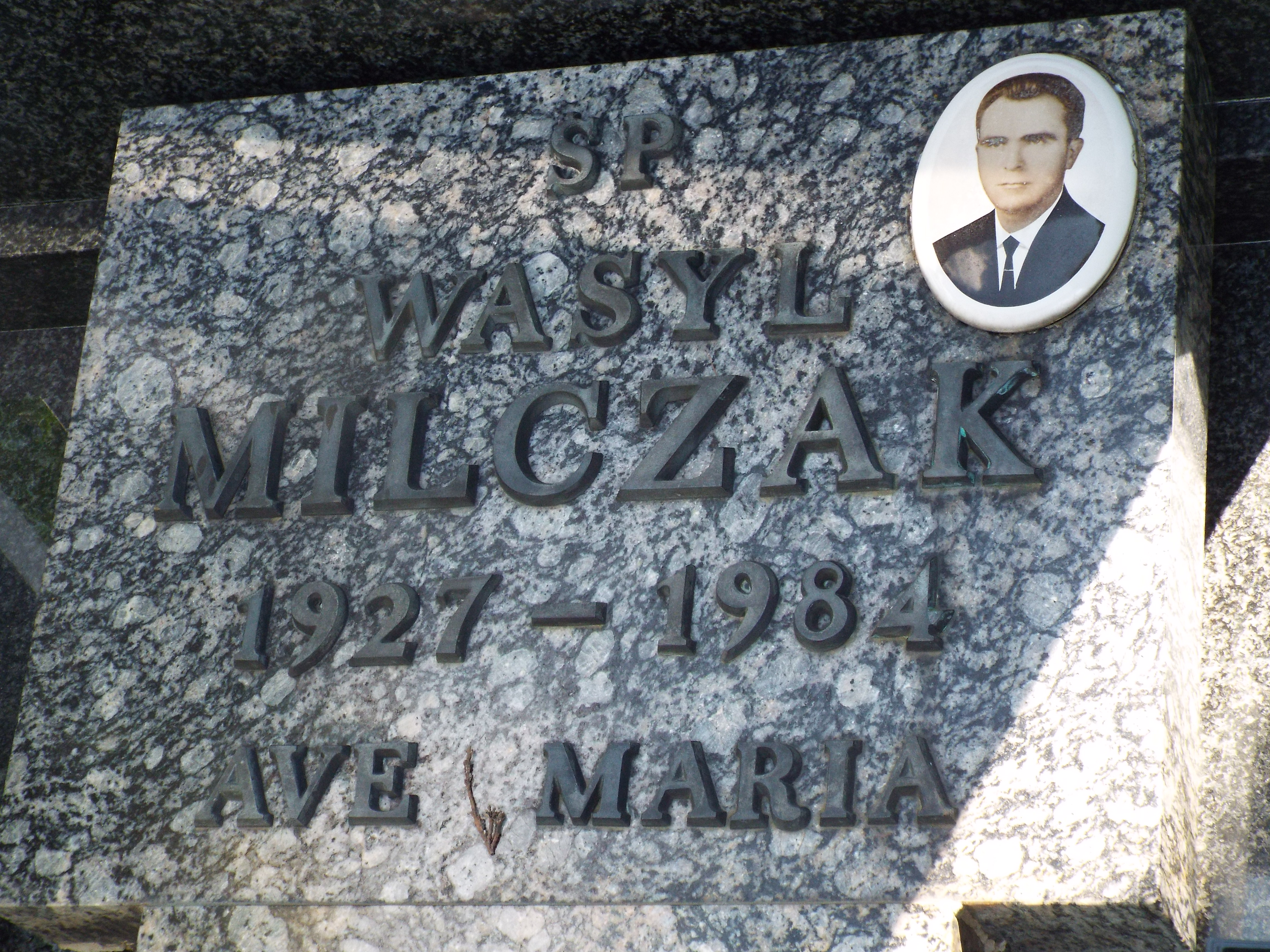
Могила Василя Мільчака на цвинтарі Дембиця в Ельблонгу. Фото 2021 р.

Василь Мільчак (26 грудня 1928, Студене — 30 грудня 1984, Ельблонг) — ветеран других визвольних змагань, чоловий діяч, секретар ланки, гуртка, інструктор Генерального правління, а згодом секретар міжвоєводської ради Українського суспільно-культурного товариства в Ельблонгу.

## Походження
Василь Мільчак народився у с. Студене в Бещадах. В українській громаді Ельблонга В. Мільчака вважали бойком. Наразі місце колишнього села заросло.

## За волю України
Родину Василя виселили на Радянську Україну. Він перебував в УПА, де був тяжко поранений в груди. З чотирма повстанцями пробував пробратися через Чехословаччину до Баварії. Але люди, у яких повстанці зупинилися на ніч, донесли — тож будинок оточило чеське військо, а заарештованих віддали полякам. Сидів 9-ть років у польській в'язниці в Барчеві під Ольштином.

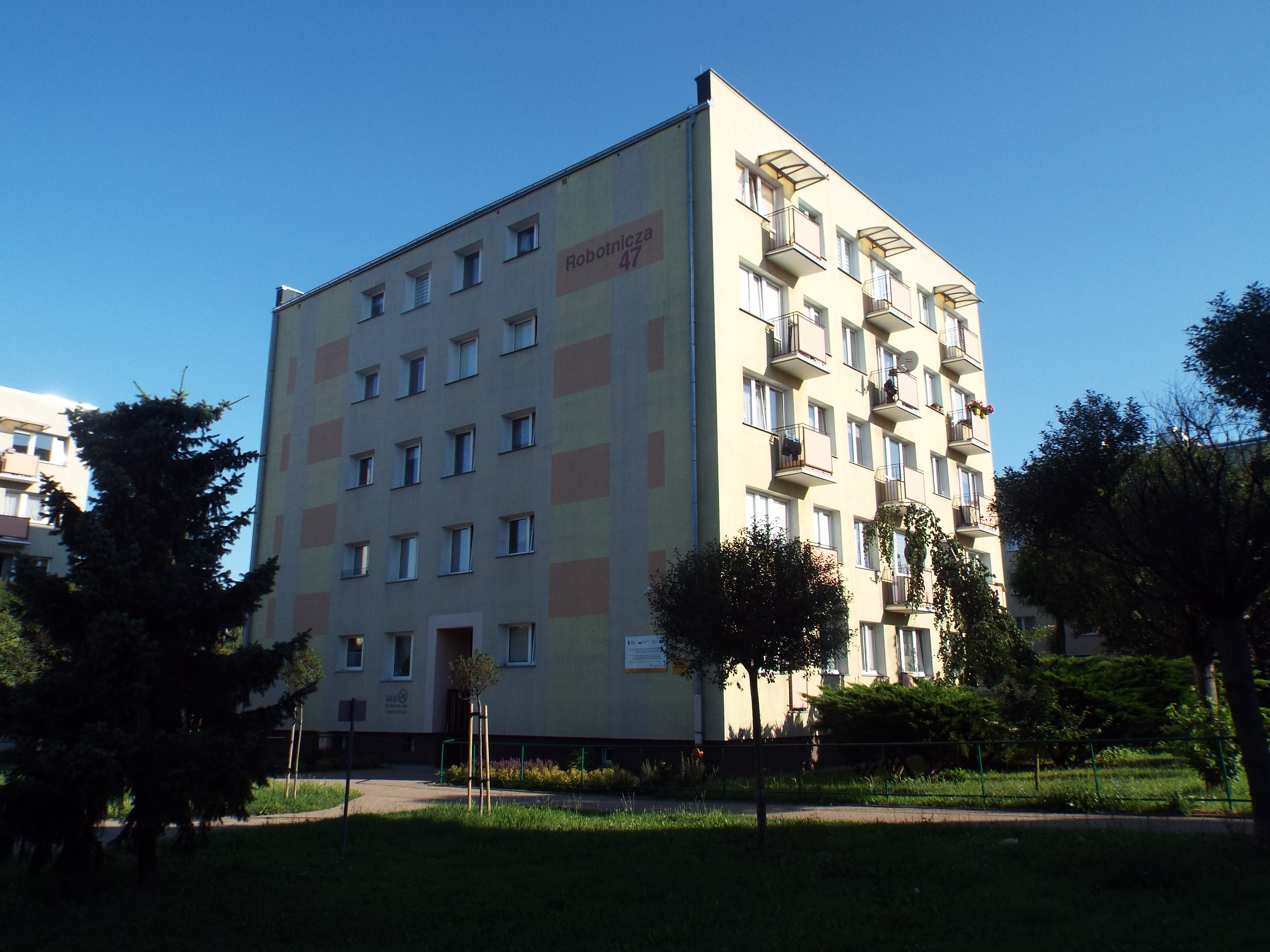
Будинок в якому мешкав Василь Мільчак в Ельблонгу, вул. Роботніча, 47. Фото 2021 р.

## На північних землях Польщі
Василь Мільчак мав далеких родичів у Вільчентах під Пасленком. Некролог в «Нашому Слові» вказує також на с. Гладище коло Пасленка. Тут закінчував середню школу, а потім вчився в технікумі в Пасленку на вул. Wojska Polskiego 36C [Архівовано 5 серпня 2021 у Wayback Machine.]. Працював токарем в Квітайнах, потім в Гданську аж врешті знайшов роботу в Ельблонгу.

## Родина

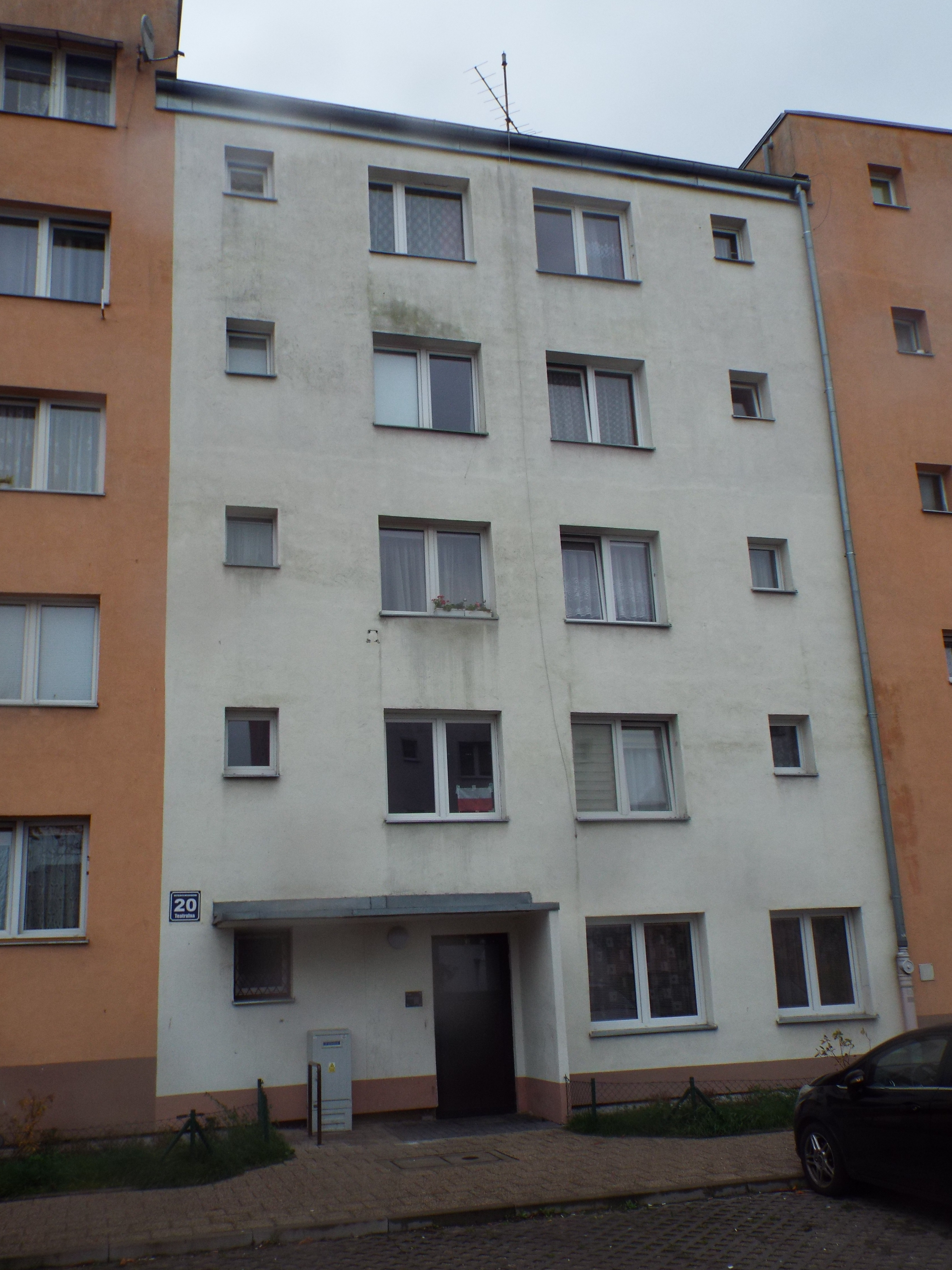
Будинок по вул. Театральна, 20, в якому розташовувалася хронологічна друга домівка ланки УСКТ в Ельблонгу. Фото 2019 р.

В 1960 р. одружився з Зиновією Дацько — донькою діяча УСКТ в Ельблонгу Івана Дацько. Зиновія Мільчак народилася 22.01.1939 р. у с. Молодовичі під Перемишлем і була депортована до с. Новаково.
Мав двох дітей Христину та Мирослава. Проживав з родиною на спочатку на вулиці Конопницької, 63 [Архівовано 5 серпня 2021 у Wayback Machine.], де мешкав брат його дружини — Роман. А після цього на вул. Робітничій, 47 [Архівовано 5 серпня 2021 у Wayback Machine.].

## Діяльність в УСКТ
В 1970-х рр. Василь активно включився до роботи організації. Багато працював з місцевими українцями, тому в грудні був вибраний секретарем УСКТ Ельблонзького відділу. Василь Мільчак був штатним працівником УСКТ, тому саме він займався усіма організаційними справами в домівці на вул. Театральна, 20. 1977 р. Василь Мільчак став також секретарем гуртка УСКТ в Ельблонгу. 1981 р. був інструктором Генерального правління УСКТ в Ельблонгу. Він також присвятив багато зусиль для отримання нової більшої домівки, а також питанню організації пунктів навчання української мови. Для цього зустрічався з представниками місцевої влади.
29.05.1983 р., як повідомляло «Наше Слово» міжвоєводська нарада Ельблонзької ланки та Гданська засвідчила зростання ролі Ельблонга в діяльності УСКТ. Створено міжвоєводську раду УСКТ секретарем якої обрано Василя Мільчака. Під час заходу групі заслужених діячів УСКТ серед яких був Василь Мільчак з Ельблонга вручено за довголітню працю почесні грамоти.
У 1970-80-ті рр. вів сторінку УСКТ в Ельблонгу. Підготував некролог одного з засновників УСКТ в Ельблонгу Лева Горака, в якому збереглися цінні біографічні факти.

## Кінець шляху
В'язниця і поранення підірвали здоров'я Василя Мільчака і він помер 30.12.1984 р. 2 січня 1985 р. похований на цвинтарі Дембиця в Ельблонгу. Покоїться разом з своїм тестем Іваном Дацько (сектор XIV, ряд 11, поховання 12).